# Nietta
Nietta är en ort i Australien. Den ligger i kommunen Central Coast och delstaten Tasmanien, i den sydöstra delen av landet, omkring 200 kilometer nordväst om delstatshuvudstaden Hobart. Antalet invånare är 166.
Runt Nietta är det mycket glesbefolkat, med 4 invånare per kvadratkilometer.. Närmaste större samhälle är Wilmot, nära Nietta.
I omgivningarna runt Nietta växer i huvudsak städsegrön lövskog. Genomsnittlig årsnederbörd är 1 607 millimeter. Den regnigaste månaden är augusti, med i genomsnitt 221 mm nederbörd, och den torraste är januari, med 57 mm nederbörd.